# ロナウド・アパレシド・ロドリゲス
ナウド（Naldo）ことロナウド・アパレシド・ロドリゲス（Ronaldo Aparecido Rodrigues、1982年9月10日 - ）は、ブラジル・パラナ州ロンドリーナ出身の元サッカー選手。現役時代のポジションはディフェンダー（DF）。

## 経歴
2005年8月1日にヴェルダー・ブレーメンに移籍。2006年12月9日に行われたブンデスリーガのフランクフルト戦ではディフェンダーであるにもかかわらず、ハットトリックを達成した。2007年からセレソンに招集されるようになった。ブレーメンではペア・メルテザッカーとともにDFラインを牽引した。
2012年7月17日に4年契約でVfLヴォルフスブルクに移籍した。移籍金は400万ユーロ。
2014年12月にドイツに帰化し、ドイツ国籍を取得。
2016年5月5日、FCシャルケ04に加入。2017年12月にはシャルケとの契約を2019年まで延長させた。
2019年1月3日、ASモナコに2020年6月までの契約で加入。

## プレースタイル
高さがあり、空中戦にめっぽう強い。またフリーキックも得意とし、2016-17シーズンのFCバイエルン・ミュンヘン戦では直接フリーキックから得点を挙げ、1-0の勝利に貢献。2018年4月15日に行われたボルシア・ドルトムントとの「ルール・ダービー」では後半37分に得たフリーキックを決め、2-0と快勝した。

## タイトル

### クラブ
VfLヴォルフスブルク
- DFBポカール 2014-15
- DFLスーパーカップ 2015